# Mitsuyo Maéda
Pour les articles homonymes, voir Maeda.
 (mai 2019).
Le contenu est difficilement compréhensible vu les erreurs de traduction, qui sont peut-être dues à l'utilisation d'un logiciel de traduction automatique.
Mitsuyo Maéda (前田 光世, Maeda Mitsuyo) ou Mitsuo Maeda (18 novembre 1878 - 28 novembre 1941) était un  judoka japonais, également catcheur et lutteur. Il fut surnommé Count Combat ou Conde Koma au Brésil, surnom qu'il acquit en Espagne en 1908. Son nom complet après sa naturalisation brésilienne était Otávio Mitsuyo Maeda. Avec Antônio Soishiro Satake (en), autre japonais naturalisé brésilien, il fit connaître le judo au Brésil, au Royaume-Uni, et dans d'autres pays.
Mitsuyo Maéda changera le cours des arts martiaux à jamais. Enfant, il pratique le Tenjin Shin'yō-ryū (en), l’une des nombreuses variantes du jiu-jitsu traditionnel que l’on trouve à cette époque au Japon. À l’âge de dix-huit ans, sa famille l’envoie à l'lycée senmon (ja) (plus tard rattachee à l'Universitée Waseda) à Tokyo. Selon les registres officiels, il commence à s’entraîner au judo en 1897 au Kōdōkan. Maéda devient rapidement l’un des espoirs les plus prometteurs entraînés par Jigorō Kanō. Les maîtres du Kōdōkan lui prédisent un grand avenir de judoka. En 1904, sensei Kano envoie l’un de ses meilleurs étudiants, Tsunejirō Tomita, aux États-Unis pour faire une démonstration de judo devant le président Théodore Roosevelt. Mitsuyo Maéda est choisi pour être son assistant. La démonstration qu’ils font à l’Académie militaire de West Point n’enthousiasme vraiment pas les spectateurs. En effet, les deux judokas présentent des katas, c’est-à-dire des entraînements traditionnels de combat contre des adversaires imaginaires, ce qui n’existe pas encore en occident.
Son enseignement a eu une influence fondamentale sur le développement du Jiu-Jitsu brésilien. Il était également un précurseur et un instigateur de l'émigration japonaise au Brésil. Il a remporté plus de 2 000 combats professionnels dans sa carrière. Il est considéré actuellement comme le père du Jiu-jitsu brésilien.
Mitsuyo Maéda est connu pour avoir été le professeur de Carlos Gracie et donc l'initiateur de la création du Gracie Jiu-Jitsu (également connu sous le nom de Jiu-Jitsu brésilien). Il entra au Kōdōkan durant la période dite de la « révolution newaza », pendant laquelle le judo s'orienta très fortement vers le newaza ou combat au sol, suivant les orientations des maîtres de Fusen-ryū Jiu-jitsu arrivés au Kōdōkan.

## Biographie

### Enfance
Mitsuyo Maéda est né le 18 novembre 1878 dans le village de Funazawa, près de la ville de Hirosaki, dans la préfecture d'Aomori. Il est allé au Collège préfectoral no 1 d'Aomori (actuellement Hirokou - une école de Hirosaki). Il a pratiqué le sumo lors de son adolescence, mais n'avait pas la morphologie adéquate pour ce sport. Il se réoriente donc vers le judo. En 1894, à dix-sept ans, ses parents l'ont envoyé à Tokyo pour s'inscrire dans l'université Waseda. Il arriva au Kodokan l'année suivante.

### Années de formation au Kodokan
En arrivant au sein du Kōdōkan, Maéda pesait 64 kilogrammes pour 164 centimètres. Il fut confondu le premier jour avec un garçon de livraison, à cause de ses manières et de son comportement de provincial. Kanō Jigorō repéra le jeune garçon et l'affecta à Tomita Tsunejirō (4e dan), qui était le plus petit des professeurs du dojo, premier judoka du Kōdōkan et ami proche de Kanō Jigorō. Selon Koyassu Massao (9e dan) « Parmi les quatre Kōdōkan Shiten'nō, c'est Tomita qui a reçu la plus grande quantité d'enseignements de la part Jigorō Kanō ». Tomita a pu défaire le grand champion de jiu-jitsu de ce temps, Hansuke Nakamura, représentant de l'école Tenjin Shin'yō-ryū.
Au début du XXe siècle, Mitsuyo Maéda forme avec Soishiro Satake (en) la deuxième génération de judoka de Kōdōkan. Plus tard, les deux hommes voyagent en Amérique, Satake s'établissant à Manaus, dans l'État brésilien d'Amazonas alors que Maéda continue de voyager. Satake est le fondateur, en 1914, de la première académie historiquement enregistrée de judo au Brésil. Dans ce pays, ils sont considérés, avec Maéda, comme les pionniers du judo. À ce moment-là, il y avait peu de judokas diplômés du Kōdōkan. Maéda et Satake étaient des professeurs diplômés à l'université Waseda, les deux sandan, avec Matsuhiro Ritaro (nidan) et six autres shodan. Kyuzo Mifune s'est inscrit au Kōdōkan en 1903 et a attiré Maéda qui lui a dit : « vous êtes fort et compétent, donc, vous laisserez certainement votre marque dans le Kōdōkan… ». Cependant, Mifune est allé apprendre avec Sakujiro Yokoyama.

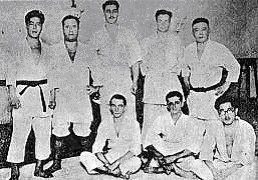
Mitsuyo Maéda avec ses élèves au Brésil.

Plus tard, alors qu'il était déjà un judoka célèbre, Mifune indiqua qu'il avait pour Mitsuyo Maéda la plus grande admiration, bien qu'Yokoyama ait été son sensei. Néanmoins, en 1904, Maéda perdit face à Yoshitake Yoshio par Hane-Goshi, après avoir défait trois adversaires lors des tours précédents. D'autre part, dans un tsukinami-shiai, il défait huit adversaires dans une rangée, et a été attribué le 4e dan (yondan). Mifune déclare également que Maéda était l'un des plus grands instigateurs du judo, cependant pas par le judo classique, mais, au lieu de cela, en produisant une identification au judo de par ses nombreux combats avec des compétiteurs d'autres disciplines. Maéda a traité les étudiants expérimentés et inexpérimentés de manière semblable, les projetant comme lors d'un vrai combat. La raison de ce comportement était pour Mitsuyo Maéda d'afficher une attitude respectueuse envers ses étudiants, mais on l'a souvent mal compris et il a effrayé beaucoup de jeunes, qui l’abandonnèrent en faveur d'autres professeurs.

### Prélude à l'expansion du Kodokan

#### Prélude
En 1879, Ulysses S. Grant, l'ancien président des États-Unis, se rendit au Japon. Dans la ville de Tokyo, il assista à une présentation de ju-jitsu chez Shibusawa Eiichi. À ce moment-là, le ju-jitsu était déjà mentionné et même enseigné en Europe et Amérique du Nord. Le judo et le ju-jitsu n'étaient pas considérés comme des disciplines séparées à cette époque, et même beaucoup d'années après la formation du Kōdōkan. Il y eut néanmoins une différenciation forte des noms au Japon dès 1925, avec finalement une séparation entière après les années 1950. En 1903, un aîné du Kōdōkan appelé Yoshiaki Yamashita voyagea aux États-Unis sur demande d'un homme d'affaires de Seattle. Yamashita a également enseigné le judo à l'Académie Navale des États-Unis. Appréciant la bonne publicité fournie au judo national, la délégation japonaise déjà présente aux États-Unis demanda l'envoi de professeurs de judo supplémentaires en Amérique. Tomita accepta à contrecœur la tâche, mais Mitsuyo Maéda et Satake sautèrent sur l'occasion.

#### Installation
Maéda et Satake partirent en bateau du port de Yokohama le 16 novembre 1904, et arrivèrent à New York le 8 décembre 1904. Au début de l'année 1905, Tomita et Maéda ont effectué plusieurs démonstrations publiques de judo. Le 17 février 1905, Tomita et Maéda ont effectué une démonstration à l'Université de Princeton. Maéda battit Tooker, un joueur de football de celle-ci, alors que Tomita obtint la victoire face à Samuel Feagles, l'instructeur du gymnase de Princeton.
Le 21 février 1905, ils effectuèrent une démonstration de judo à l'Académie militaire de West Point. Tomita et Maéda ont exécuté divers mouvements, comme le kata ou le koshiki, et ce sur demande de la foule. Le 21 mars 1905, Tomita et Maéda ont donné une démonstration à l'université Columbia, devant une assemblée composée d'environ 200 personnes. Après des introductions, Maéda battit l'instructeur de lutte de l'université.

#### Activités professionnelles
En avril 1905, Tomita et Maéda ouvrirent un club de judo dans un espace commercial de Broadway, à New York. Les membres de ce club étaient majoritairement issues de la communauté des expatriés japonais et comprenaient une femme américaine appelée Wilma Berger. Le 6 juillet 1905, Tomita et Maéda donnèrent une exhibition de judo au YMCA à Newport, sur l'île de Rhode Island. Le 30 septembre 1905, Tomita et Maéda ont effectué une démonstration dans un autre YMCA, cette fois à Lockport, toujours à New York. Ce jour-là, l'adversaire local était le Mason Shimer, qui s'inclina face à Tomita. Le 6 novembre 1905, Maéda rendit visite au lutteur professionnel Akitaro Ono à Asheville, en Caroline du Nord. Le 18 décembre 1905, Maéda rencontra dans la ville d'Atlanta en Géorgie Sam Marburger. La rencontre en trois manches vit la victoire de Mitsuyo Maéda par deux contre un.

### Arrivée en Europe
Avant d'arriver en Europe, Maéda et Satake sont allés au Cuba avec Akitaro Ono et Tokugoro Ito. Tous se sont engagés dans les combats. C'était pendant ce temps que Maéda a défait Adobamond, alors meilleur combattant du Cuba. Le 8 février 1907, Maéda et Satake sont arrivés à Liverpool, Angleterre pour se joindre à Akitaro Ono, qui était allé à Londres lutter pour l'instigateur William Bankier dans des théâtres de variétés. Maéda a payé le loyer la plupart du temps en luttant professionnellement.
En janvier 1908, il a participé à un tournoi au Théâtre de l'Alhambra. Maéda a été finaliste dans la catégorie poids lourd, perdant face à l'Autrichien Henry Irslinger. En février 1908, Maéda a participé dans un autre tournoi de lutte. Encore une fois, il a été vice-champion, défaite contre Jimmy Esson. Toutefois, en mars 1908, Maéda a battu Irslinger dans un match décrit par le magazine Health & Strength comme l'un des « plus droit qui ont été eu lieu en Angleterre depuis de nombreuses années ». Maéda semble aussi avoir fait quelques combats de catch en Écosse au cours de septembre 1908, où plusieurs Japonais plusieurs ont été signalés à faire des démonstrations de judo et de sumo aux Jeux du Nord à Inverness. Dans l'intervalle, Maéda donnait des leçons de judo. Parmi ses étudiants un homme nommé William E. Steers. Ce dernier était très enthousiaste au sujet de ses leçons, décidant même d'aller au Japon pour obtenir le grade de shodan. En 1918, Steers a été parmi les premiers non-japonais à rejoindre le club de ju-jitsu de Londres connu sous le nom Budokwai, qui en 1920 se joindra au Kōdōkan de devenir un club de judo,.
Après le match avec Inslinger en mars 1908, Maéda est allé en Belgique. Il n'aimait pas le pays, alors il revint bientôt à Londres, et en mai 1908, il a participé à un tournoi de lutte professionnelle au cirque du Hengler. Maéda et un autre Japonais, Tano Matsuda, est entré en poids moyens, mais aucun des deux n'a atteint la finale. Au cours de janvier 1909, Matsuda est devenu tristement célèbre pour avoir perdu un match mixte à l'Afrique le boxeur américain Sam McVey.
Maéda est allé en Espagne en juin 1908. Il était accompagné par Fujisake, Ono, et Hirano. Alors que dans Barcelone, Maéda a match avec Sadakazu Uyenishi et Taro Miyake. Phoebe Roberts, une femme galloise qui a été annoncé comme la championne du monde de judo féminin, faisait partie de l'entourage. Roberts a ultérieurement épousé Hirano, et séjourne au Portugal pour le reste de sa vie.

### Origine de son surnom
C'est lors de son séjour en Espagne que Maéda a adopté le nom de scène Conde Koma. Il existe de nombreuses théories expliquant son origine. Il pourrait être une allusion à Komaru, qui signifie en japonais «problèmes d'argent », et a fourni une référence ironique au fait qu'il soit toujours en recherche de fonds. Maéda a déclaré dans un magazine européen : « Un citoyen influent espagnol, impressionné par mes victoires, la posture et l'attitude, ... m'a donné ce titre qui se répandit bientôt partout au détriment de mon vrai nom. ». Cependant, Maéda aimait son surnom et commença à l'utiliser par la suite pour promouvoir son art martial.

### Cuba, Mexique et Amérique centrale
Au cours du mois de novembre 1908, Mitsuyo Maéda alla à Paris, apparemment pour voir son ami Akitaro Ono. De Paris, il se rendit à La Havane, où il arriva le 14 décembre 1908, et son un-jour-agir rapidement deux fois sur la lutte s'est avérée très populaire. Le 23 juillet 1909, Maéda quitte La Havane pour la ville de Mexico. Ses débuts dans la ville de Mexico ont lieu au Théâtre Virginia Fabregas le 24 juillet 1909. Ce spectacle était une démonstration privée pour certains cadets de l'armée. Peu de temps après, Maéda a commencé à apparaître au Théâtre Principal. Son challenge était d'offrir la somme de 100 pesos (50 dollars) à n'importe combattant qu'il ne pourrait pas jeter, et 500 pesos (250 $) à toute personne qui pourrait le jeter. Un journal local indiqua que personne ne put prendre son argent.
En septembre 1909, un Japonais se faisant appeler Nobu Taka arriva à Mexico dans le but de défier Maéda pour ce qu'un journal mexicain présenta comme le championnat du monde de ju-jitsu. Après plusieurs mois de querelles publiques, Taka et Maéda se sont réconciliés au Théâtre Colon le 16 novembre 1909 ; Taka gagné. Il y avait une revanche immédiate, et quatre jours plus tard, Maéda a été prononcée le champion. Il a été révélé plus tard que Taka a été, en fait, vieil ami de Maéda, Soishiro Satake.
En janvier 1910, Maéda a pris part à un tournoi de lutte dans la ville de Mexico. Au cours de la demi-finale, Maéda a égalisé avec Hjalmar Lundin. Il s'agit d'un résultat différent de celui de Lundin, rappelé dans ses mémoires publiés en 1937. Lundin dit, « Ayant été habitués à manier les grands lutteurs gréco-romaine avec facilité, le Japonais a pensé qu'il pourrait faire de même avec moi, mais à la première rencontre j'ai eu le meilleur de lui, après quoi ma confiance est revenue. Je n'avais aucune difficulté à remporter le match. Ce fut une surprise à la foule et un recul de Koma. Il avait été le héros toute la semaine, mais dès qu'il a été battu les fans, fidèle à la forme, l'appelait un minable.
En juillet 1910, Maéda retour à Cuba, où il a essayé d'organiser des matchs avec Frank Gotch et Jack Johnson. Mais ceux-ci l'ignorèrent, considérant, comme il n'y avait pas d'argent à faire la lutte, qu'ils auraient perdu en cas de défaite contre lui. Le 23 août 1910, Maéda rencontre Jack Connell à La Havane, match terminé sur un résultat nul. En 1911, Maéda et Satake sont rejoints à Cuba par Akitaro Ono et Tokugoro Ito. Les quatre hommes étaient connus comme les « quatre rois de Cuba ».
Les quatre rois ont été très populaire à Cuba, et les médias japonais ont été fiers de la réputation qu'ils apportaient au judo et au Japon. Par conséquent, le 8 janvier 1912, le Kōdōkan promu Maéda au 5e dan. Il y avait une certaine résistance à cette décision car certains au Japon n'approuvaient pas son implication dans la lutte professionnelle. En 1913, Alors que Tokugoro Ito reste à Cuba, Maéda et Satake se rendent au Salvador, au Costa Rica, au Honduras, au Panama, en Colombie, en Équateur et au Pérou. En El Salvador, le président a été assassiné alors Maéda était là, et au Panama, les Américains essayent de le payer pour perdre ; en réponse, ils ont continué vers le sud. Au Pérou ils ont rencontré Laku, un jujutsuka japonais qui enseigne à l'armée, et l'invitèrent à se joindre à eux. Ils ont ensuite été rejoints par Okura au Chili, et par Shimitsu en Argentine. La troupe est arrivée au Brésil le 14 novembre 1914,.

#### Brésil
Selon une copie du passeport de Maéda fournies par Must Tsutsumi, chef de Belém l 'Associação Paramazônica Nipako, Maéda est arrivé à Porto Alegre le 14 novembre 1914
, où sa première exposition au Brésil a eu lieu. Après être apparu dans Porto Alegre, Maéda et ses compagnons déplacé dans tout le pays : le 26 août 1915, Maéda, Satake, Okura, Shimitsu et Laku étaient à Recife; en octobre 1915, ils étaient à Belém, pour arriver finalement à Manaus le 18 décembre 1915. Tokugoro Ito est arrivé quelque temps plus tard.
Le 20 décembre 1915, une première démonstration a lieu au Theatro Politheama de Belém. Le journal O Tempo annonce l'événement, déclarant que Conde Koma vient montrer les principales techniques de jiu-jitsu, excepté celles interdites. Une démonstration des techniques d'auto-défense est également au programme. La troupe accepte également des défis. La réunion est l'objet d'un premier match de jiu-jitsu entre Shimitsu (champion d'Argentine) et Laku (professeur de l'armée péruvienne). Le 22 décembre 1915, selon O Tempo, champion du monde de jiu-jitsu Maéda, chef de la troupe japonaise, et Satake, champion de New York, effectué une correspondance enthousiaste et sensationnelle jiu-jitsu. Le même jour, Nagib Assef, un champion de lutte gréco-romaine australien d'origine turque, a contesté Maéda. Le 24 décembre 1915, Maéda a défait en quelques secondes le boxeur Barbadiano Adolpho Corbiniano, qui est devenu un de ses disciples. Le 3 janvier 1916 au Theatro Politheama, Maéda a finalement battu Nagib Assef, qui a été jeté hors de la scène et épinglé à la soumission par clé de bras. Le 8 janvier 1916, Maéda, Okura, et Shimitsu montés à bord du SS Antony et gauche pour Liverpool. Tokugoro Ito est allé à Los Angeles. Selon O Tempo, Satake et Laku restent pour enseigner le jiu-jitsu à Manaus. C'est la fin de 15 ans de collaboration entre Satake et Maéda,. Maéda est passé de l'Angleterre au Portugal, en Espagne, et la France, de revenir au Brésil en 1917 seul. Il s'installe à Belém dans l'état du Pará où il épouse D. May Iris.
Maéda était encore populaire au Brésil, et reconnu comme un grand combattant, mais il ne combattit que sporadiquement après son retour. Autour de 1918-1919, Maéda a accepté un défi du célèbre capoeiriste Pé de Bola. Maéda a permis à Pé de Bola d'utiliser un couteau dans la lutte. Le capoeiriste était de 190 cm de hauteur et pèse 100 kg. Maéda a remporté le match rapidement. En 1921, Maéda a fondé sa première école de judo au Brésil. Il a été appelé Clube Remo, et son bâtiment était un hangar de 4 × 4 m. Plus tard, il a été déplacé au siège des pompiers, puis à l'église de Notre-Dame d'Aparecida. En 1991, l'Académie a été situé dans le SESI et a été dirigée par Alfredo Mendes Coimbra, de la troisième génération des descendants de Conde Koma.
Le 18 septembre 1921, Maéda, Satake, et Okura ont été brièvement à New York. Ils étaient à bord du bateau à vapeur SS Polycarp. Les trois hommes ont énuméré leurs occupations en tant que professeurs de ju-jitsu. Après avoir quitté New York, les trois hommes sont allés dans les Caraïbes, où ils sont restés de septembre à décembre 1921. À un certain point dans ce voyage, Maéda a été rejoint par sa femme. À La Havane, Satake et Maéda ont participé à quelques concours. Leurs adversaires incluent Paul Alvarez, qui a lutté comme Espanol Icognito. Alvarez a vaincu Satake et Yako Okura-ci étant présenté comme un ancien instructeur à l'Académie chilienne Naval-avant d'être lui-même battu par Maéda. Celui-ci a également battu un boxeur cubain appelé José Ibarra, et un lutteur français appelé Fournier. Les papiers Havane attribués Maéda avec un étudiant cubain appelé Conde Chenard

### Dernières années
En 1925, Maéda est impliqué dans une aide apportée à des immigrants japonais cherchant à s'installer près de Tomé-Açu, une ville du Pará où existe une compagnie japonaise. Il s'agissait d'une partie d'une grande étendue de la forêt amazonienne mise de côté par le gouvernement brésilien pour la colonisation japonaise. Les plantes cultivées par les Japonais ne sont pas populaires avec les Brésiliens, et les investisseurs japonais renoncent finalement à ce projet. Maéda a également continué à enseigner le judo, désormais essentiellement aux enfants d'immigrants japonais. Par conséquent, en 1929, le Kōdōkan l'a promu au 6e dan, et le 27 novembre 1941, au 7e dan. Maéda n'a jamais rien su de cette dernière promotion, car il est mort à Belém le 28 novembre 1941. La cause du décès était une maladie rénale.
En mai 1956, un mémorial à Maéda a été érigé à Hirosaki City, Japon. La cérémonie d'inauguration a été suivie par Risei Kano et Kaichiro Samura.

## Influence sur la création de jiu-jitsu brésilien
En 1916, le cirque italo-argentin Queirolo Brothers mit en scène des spectacles là-bas et a présenté Maéda,. En 1917, Carlos Gracie, le fils alors âgé de 14 ans de Gastão Gracie, partenaire d'affaires de l'American Circus à Belém, a assisté à une démonstration par Maéda au Teatro da Paz et a décidé d'apprendre le judo (aussi connu à l'époque comme « Kano Jiu-Jitsu »). Maéda a accepté Gracie et Luiz França comme étudiants. Avec son frère cadet Hélio Gracie, ils sont devenus les représentants de l'art. En 1921, Gastão Gracie et sa famille ont déménagé à Rio de Janeiro. Carlos, alors âgé de 17 ans, a transmis les enseignements de Maéda à ses frères Osvaldo, Gastão, et Jorge. Hélio était trop jeune et malade à ce moment pour apprendre l'art, et en raison de l'imposition médicale a été interdit de prendre part à des sessions de formation, il a donc appris en regardant ses frères. Il a finalement surmonté ses problèmes de santé et est maintenant considéré par beaucoup comme le fondateur du Jiu-Jitsu brésilien (bien que d'autres, comme Carlson Gracie, ont souligné Carlos comme le fondateur).

## La philosophie de Maéda du combat
Selon le livre Mastering Jujitsu de Renzo Gracie, Maéda n'a pas seulement enseigné l'art du judo à Carlos Gracie, mais aussi appris une philosophie particulière sur la nature du combat sur la base de ses voyages en concurrence et de la formation aux côtés de capture-lutteurs, boxeurs, savate combattants et divers autres artistes martiaux. Le livre détaille la théorie de Maéda dont le combat physique pourrait être décomposé en phases distinctes, comme la phase d'amorçage, la phase grappling, la phase de terrain, et ainsi de suite. Ainsi, il était la tâche d'un combattant intelligent de garder la lutte située dans la phase de combat la mieux adaptée à ses propres forces. Le livre déclare en outre que cette théorie était une influence fondamentale sur l'approche Gracie au combat. L'approche inclut armé contre armé, armé contre désarmé, sans armes, debout (tachiwaza, 立ち技), à genoux (suwariwaza, 座技), et le travail du sol (de newaza, 寝技), Close Quarters (hakuheijugi, 白兵主義), et d'autres formes de combat. Il a été utilisé par d'autres partisans de judo (Kano jiu-jitsu ») qui, comme Maéda, engagés dans un match de défi de défense à l'étranger comme le judo propagé au niveau international (par exemple, Yukio Tani au Royaume-Uni à partir de 1905, Mikonosuke Kawaishi en France, et d'autres).

## Biographie
- (pt) Stanlei Virgílio, Conde Koma : o invencivel yondan da história, Editora Atomo, 2002, 104 p. (ISBN 85-87585-24-X).
- Nori Bunasawa et John Murray, Mitsuyo Maeda, 2007, 3e éd.

« The Toughest homme qui ait jamais vécu. Judo Journal. p. 300 »
- Thomas A Green et Joseph R Svinth, « Le cercle et l'Octogone : Judo Maeda et Jiu-jitsu Gracie », dans Martial Arts in the Modern World, Westport (Connecticut), 2003, 322 p. (ISBN 0275981533), p. 61-70
- Carlos Bortole, Muda un História. Após Longa Pesquisa, o Amazonense Rildo Heroes Descobre un Verdadeira Versão Sobre a Chegada faire Judô no Brasil, Judo Ippon I, 12, 1997, p. 10-11